# Zach Jackson
Zach Kyle Jackson (Wichita, 13 agosto 1997) è un cestista statunitense.